# جونيد دوزيول
مصطفى جونيد دوزيول (1964 - ) هو أكاديمي تركي شغل منصب وزير التنمية في الحكومة المؤقتة بقيادة رئيس الوزراء أحمد داود أوغلو بين 22 سبتمبر و17 نوفمبر 2015. تولى الوزارة بعد استقالة مسلم دوغان وترشح في الانتخابات العامة في نوفمبر 2015، ولا ينتمي لأي حزب سياسي. قبل توليه الوزارة شغل منصب وكيل وزارة التنمية في الفترة من 2 ديسمبر 2014 وحتى تعيينه في مجلس الوزراء في 22 سبتمبر 2015.